# グレイス・キュナード
グレイス・キュナード（Grace Cunard, 1893年4月8日 - 1967年1月19日）は、アメリカ合衆国の女優、脚本家、映画監督、映画プロデューサーである。出生名はハリエット・ミルドレッド・ジェフリーズ（Harriet Mildred Jeffries）、結婚後の本名はグレイス・キュナード・シャノン（Grace Cunard Shannon）となった。シリアル・フィルムに多く出演し「ザ・シリアル・クイーン」の異名をもつ。日本ではグレイス・キューナードとも表記される。

## 人物・来歴
オハイオ州コロンバスに生まれる。1歳下の妹はのちに女優となったミナ・キュナードである。
ハイティーンのころには舞台で活動を開始し、1910年には、バイオグラフ・カンパニー製作、D・W・グリフィス監督、フランシス・J・グランドン主演の短篇映画 The Duke's Plan に出演したのが、映画界での最初の記録である。1912年には、カリフォルニア州ロサンゼルス市のエレンデイルのバイソン・スタジオに入社、同年、トーマス・H・インス監督、フランシス・フォード主演の The Indian Massacre に出演する。次作 A Soldier's Honor では、脚本を書き、フランシス・フォードの相手役として出演、フォード＝キュナードのコンビが始まる。
1913年には、バイソン・スタジオはユニヴァーサル・フィルム・マニュファクチュアリング・カンパニー（現在のユニバーサル・ピクチャーズ）に経営統合され、量産されるフォード＝キュナードの短篇映画・シリアル映画は、ユニヴァーサルが配給を行うようになる。同年、 The Black Masks をフランシス・フォードと共同で脚本を執筆、共同で監督、コンビで主演して監督業にも進出する。フォード＝キュナード・コンビのなかでも、1915年に製作・公開されたシリアル映画『名金』は、日本でも公開され、爆発的なヒットとなった。
1917年にはフォードの弟で俳優のジャック・フォード（のちのジョン・フォード）の監督デビュー作『颱風』にフランシス・フォードとともに脚本を提供する。そのころにはフォード＝キュナードの短篇映画量産の時代は終息迎え、1918年には、ユニヴァーサル子会社・ブルーバード映画製作、ジョセフ・ド・グラス監督の『涙痕』に主演、同作は日本でも公開された。1920年、ユニヴァーサルを離れ、小プロダクションで主演・監督作を手がけるが、翌1921年の Her Western Adventure をもって監督業から撤退する。
最初の夫ジョー・ムーアと1925年までに離婚、俳優のジャック・シャノンと結婚する。ムーアはその翌年1926年8月22日に満31歳で死去している。同年、ユニヴァーサル・ピクチャーズに戻り、その後、トーキー時代には完全な大部屋女優として過ごすことになる。1928年にジョゼフ・レヴィガードの監督作に提供したオリジナル・シナリオが最後の脚本作品となる。
1944年から1945年にかけてリパブリック・ピクチャーズに移籍するが、端役である。第二次世界大戦後、満53歳を迎える1946年（昭和21年）には女優業も引退、夫のシャノンも1948年以降、1956年までは出演作が見当たらない。
1967年1月19日、カリフォルニア州ロサンゼルス市ウッドランド・ヒルズで癌のため死去した。夫シャノンの手によって埋葬され、同市内チャッツワースにあるオークランド記念公園墓地に眠る。

## フィルモグラフィ

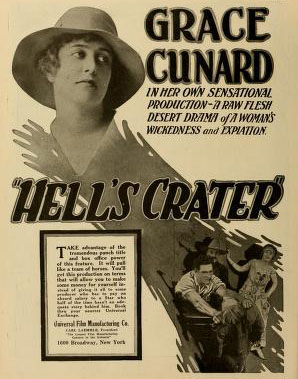
Hell's Crater (1918)

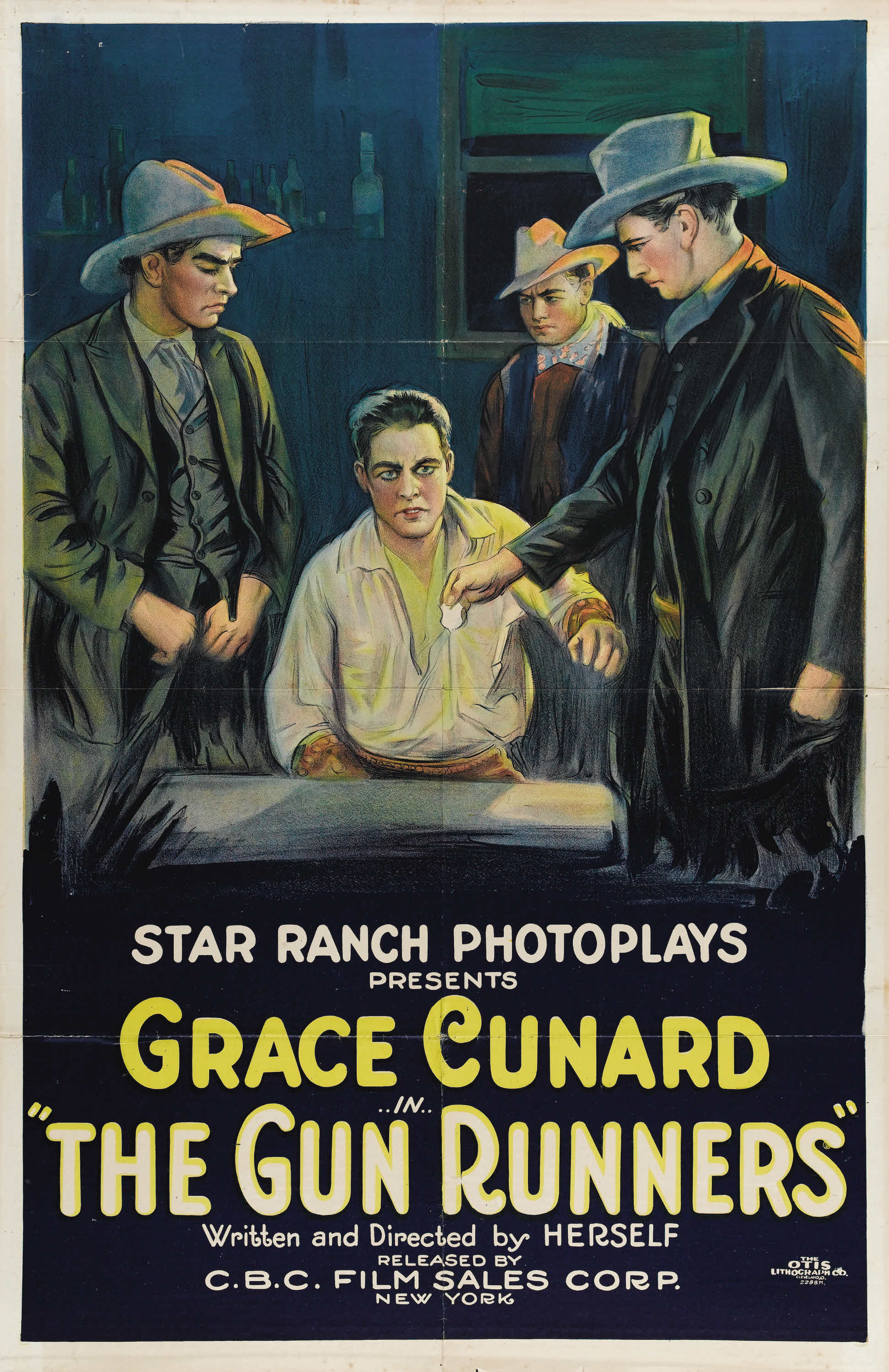
The Gun Runners (1920)

特筆以外はすべて出演作である。

### 1910年代
- The Duke's Plan : 監督D・W・グリフィス、主演フランシス・J・グランドン、1910年 - 出演（デビュー作）
- Before Yorktown : 監督不明、1911年
- The Indian Massacre : 監督トーマス・H・インス、主演フランシス・フォード、1912年
- A Soldier's Honor : 監督トーマス・H・インス、主演フランシス・フォード、1912年 - 脚本（脚本家デビュー作）
- Sundered Ties : 監督・主演フランシス・フォード、1912年
- Custer's Last Fight : 監督・主演フランシス・フォード、1912年 - 出演・役 Mrs. Custer
- An Indian Legend : 監督チャールズ・ギブリン、共演フランシス・フォード、1912年 - 主演
- His Squaw : 監督チャールズ・ギブリン、1912年
- The Favorite Son : 監督・主演フランシス・フォード、1913年 - 原作・出演
- The Sharpshooter : 監督チャールズ・ギブリン、1913年
- The Counterfeiter : 監督ウィリアム・J・ボーマン、1913年
- The Coward's Atonement : 監督・主演フランシス・フォード、1913年 - 原作・出演
- The Telltale Hatband : 監督・主演フランシス・フォード、1913年 - 原作・出演
- His Brother : 監督・主演フランシス・フォード、1913年 - 脚本・出演
- The Battle of Bull Run : 監督フランシス・フォード、主演ウィリアム・クリフォード、1913年 - 出演・役 Grace Myers
- The Pride of the South : 監督バートン・キング、主演フランシス・フォード、1913年
- A Frontier Wife : 監督フランシス・フォード、主演ミルトン・ブラウン、1913年
- The Light in the Window : 監督・主演フランシス・フォード、1913年 - 原作・出演
- Texas Kelly at Bay : 監督・主演フランシス・フォード、1913年 - 脚本・出演
- The Half Breed Parson : 監督・主演フランシス・フォード、1913年 - 脚本・出演
- Taps : 監督・主演フランシス・フォード、1913年 - 脚本・出演
- The Darling of the Regiment : 監督・主演フランシス・フォード、1913年 - 脚本・出演
- War : 監督・主演フランシス・フォード、1913年 - 脚本・出演
- The Toll of War : 監督・主演フランシス・フォード、1913年 - 脚本
- The Stars and Stripes Forever : 監督・主演フランシス・フォード、1913年 - 脚本・出演
- The Battle of San Juan Hill : 監督・主演フランシス・フォード、1913年 - 脚本・出演
- The Capture of Aguinaldo : 監督・出演フランシス・フォード、主演ジェーン・ダーウェル、1913年 - 脚本
- The Battle of Manila : 監督・主演フランシス・フォード、1913年 - 脚本・出演
- An Orphan of War : 監督・主演フランシス・フォード、1913年
- A Cow-Town Reformation : 監督・主演フランシス・フォード、1913年
- Captain Billie's Mate : 監督・主演フランシス・フォード、1913年 - 脚本・出演・役 Captain Billie
- The She Wolf : 監督・共演フランシス・フォード、1913年 - 脚本・主演
- The Black Masks : 主演フランシス・フォード、1913年 - フランシス・フォードと共同で監督・脚本・出演・役 Meg, a Crook（監督デビュー作）
- From Dawn Till Dark : 監督・共演フランシス・フォード、1913年 - 脚本・主演
- The Madonna of the Slums : 監督・主演フランシス・フォード、1913年 - 脚本・出演
- Wynona's Vengeance : 監督・共演フランシス・フォード、1913年 - 主演・役 Wynona, an Indian girl
- The White Vaquero : 監督・共演フランシス・フォード、1913年 - 脚本・主演
- The Belle of Yorktown : 監督・主演フランシス・フォード、1913年
- From Rail Splitter to President : 監督・主演フランシス・フォード、1913年 - 脚本・出演
- A Wartime Reformation : 監督・主演フランシス・フォード、1914年
- An Unsigned Agreement : 監督・主演フランシス・フォード、1914年 - 脚本・出演
- The Mad Hermit : 監督・主演フランシス・フォード、1914年 - 脚本・出演
- In the Fall of '64 : 監督・主演フランシス・フォード、1914年 - 原作・出演
- A Bride of Mystery : 監督・主演フランシス・フォード、1914年 - 脚本・出演
- Sheridan's Pride : 監督フランシス・フォード、主演アーネスト・シールズ、1914年 - 脚本
- The Twins' Double : 主演フランシス・フォード、1914年 - フランシス・フォードと共同で監督・原作・脚本・出演・役 Lady Raffles
- Won in the First : 監督アレン・カーティス、1914年 - 原作・主演
- The Mysterious Leopard Lady : 監督・共演フランシス・フォード、1914年 - 脚本・主演・役 Lady Raffles
- Pay the Rent : 監督アレン・カーティス、1914年 - 原作
- Washington at Valley Forge : 監督・主演フランシス・フォード、1914年 - 脚本・出演・役 Betty
- The Mystery of the White Car : 監督・共演フランシス・フォード、1914年 - 原作・脚本・主演・役 Lady Raffles
- 『國寶』（別題『ルシル・ラブ』） Lucille Love: The Girl of Mystery : 監督・共演フランシス・フォード、1914年 - 脚本・主演・役 Lucille Love
- How Green Saved His Mother-in-Law : 監督アレン・カーティス、主演フランシス・フォード、1914年 - 原作・出演
- Roll Your Peanut : 監督アレン・カーティス、1914年 - 脚本・主演
- How Green Saved His Wife : 監督アレン・カーティス、主演フランシス・フォード、1914年 - 脚本・出演
- Their Vacation : 監督不明、1914年 - 脚本・主演
- The Great Universal Mystery : 監督アラン・ドワン、1914年 - 本人として出演

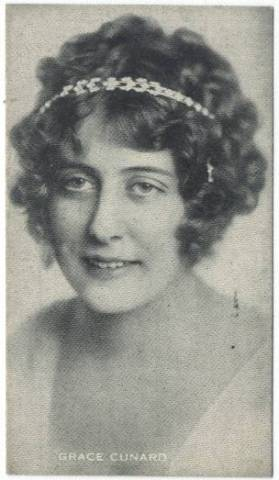
トレーディングカードの写真（1915年 - 1917年ころ）

- The Tangle : 監督・共演フランシス・フォード、1914年 - 脚本・主演
- The Man of Her Choice : 監督・主演フランシス・フォード、1914年 - 脚本・出演
- The Return of the Twins' Double : 監督・主演フランシス・フォード、1914年 - 原作・脚本・出演
- Be Neutral : 監督・主演フランシス・フォード、1914年
- Universal Ike in Mary Green's Husband : 監督不明、主演オーガスタス・カーニー、1914年 - 脚本
- The Mysterious Hand : 監督・共演フランシス・フォード、1914年 - 脚本・主演
- The Phantom Violin : 監督・共演フランシス・フォード、1914年 - 脚本・主演・役 Ellis' wife
- The Mysterious Rose : 監督・主演フランシス・フォード、1914年 - 脚本・出演・役 Lady Raffles
- The District Attorney's Brother : 監督・主演フランシス・フォード、1914年 - 脚本・出演
- The Ghost of Smiling Jim : 監督・主演フランシス・フォード、1914年 - 脚本・出演
- The Call of the Waves : 監督・主演フランシス・フォード、1914年 - 原作・脚本・出演
- A Study in Scarlet : 監督・主演フランシス・フォード、1914年 - 脚本・出演
- The Mystery of the Throne Room : 監督・主演フランシス・フォード、1915年 - 脚本・出演
- Smuggler's Island : 監督・主演フランシス・フォード、1915年 - 脚本・出演
- Old Peg Leg's Will : 監督・主演フランシス・フォード、1915年 - 脚本・出演
- The Madcap Queen of Gredshoffen : 監督・主演フランシス・フォード、1915年 - 脚本・出演
- The Girl of the Secret Service : 監督・共演フランシス・フォード、1915年 - 脚本・主演
- The Heart of Lincoln : 監督・主演フランシス・フォード、1915年 - 脚本・出演・役 Betty Jason
- 『三悪人と1人の少女』Three Bad Men and a Girl : 監督・主演フランシス・フォード、1915年 - 脚本・出演・役 Girl
- The Curse of the Desert : 監督・主演フランシス・フォード、1915年 - 脚本・出演
- The Hidden City : 監督・主演フランシス・フォード、1915年 - 脚本・出演・役 Princess
- And They Called Him Hero : 監督・主演フランシス・フォード、1915年 - 脚本・出演・役 Betty
- The Doorway of Destruction : 監督・主演フランシス・フォード、1915年 - 脚本
- Nabbed : 監督不明、主演フランシス・フォード、1915年 - 原作・出演
- One Kind of Friend : 監督・主演フランシス・フォード、1915年 - 脚本・出演・役 Cecil Westcott
- 『名金』（別題『金貨のかけら』） The Broken Coin : 監督・共演フランシス・フォード、1915年 - 脚本・主演・役 Kitty Gray
- The Campbells Are Coming : 監督・主演フランシス・フォード、1915年 - 翻案・脚色・出演・役 Mary McLean

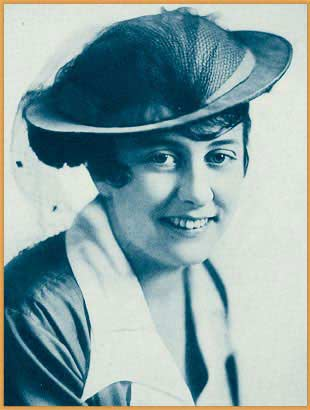
Photoplay 誌に掲載された写真（1916年）

- The Strong Arm Squad : 監督・主演フランシス・フォード、1916年 - 脚本・出演
- Her Better Self : 共演ジャック・ホルト、1916年 - プロデューサー・監督・原作・脚本・主演
- The Phantom Island : 監督・主演フランシス・フォード、1916年 - 脚本・出演
- His Majesty Dick Turpin : 監督・主演フランシス・フォード、1916年 - 脚本・出演
- The Dumb Bandit : 監督・主演フランシス・フォード、1916年 - 脚本・出演
- Born of the People : 監督フランシス・フォード、共演ジャック・ホルト、1916年 - 原作・脚本・主演
- The Madcap Queen of Crona : 監督・主演フランシス・フォード、1916年 - 脚本・出演
- Lady Raffles Returns : 監督・共演フランシス・フォード、1916年 - 脚本・主演・役 Lady Raffles
- Her Sister's Sin : 監督・主演フランシス・フォード、1916年 - 脚本・出演
- Behind the Mask : 監督・主演フランシス・フォード、1916年 - 脚本・出演
- The Sham Reality : 監督・主演フランシス・フォード、1916年 - 脚本・出演
- The Unexpected : 監督・主演フランシス・フォード、1916年 - 脚本・出演
- 『獣魂』（別題『曲芸団のペックの冒険』） The Adventures of Peg o' the Ring : 監督フランシス・フォード / ジャック・ジャッカード、1916年 - 原作・脚本・主演・役 Peg
- Brennon o' the Moor : 監督・主演フランシス・フォード、1916年 - 脚本・出演
- The Princely Bandit : 監督・主演フランシス・フォード、1916年 - 脚本・出演
- Poisoned Lips : 監督・主演フランシス・フォード、1916年 - 脚本
- The Elusive Enemy : 共演フランシス・フォード、1916年 - 監督・脚本・主演
- The Bandit's Wager : 監督・共演フランシス・フォード、1916年 - 脚本・主演
- The Powder Trail : 監督・主演フランシス・フォード、1916年 - 脚本・出演
- The Heroine of San Juan : 監督・主演フランシス・フォード、1916年 - 脚本・出演
- Mister Vampire : 監督・主演フランシス・フォード、1916年 - 脚本
- 『紫の覆面』 The Purple Mask : 主演フランシス・フォード、1916年 - フランシス・フォードと共同で監督・脚本・出演・役 Patricia Montez/Queen of the Apaches
- Good Morning, Judge : 監督フランシス・フォード、主演アーネスト・シールズ、1916年 - 脚本
- The Little Rebel's Sacrifice : 監督・主演フランシス・フォード、1917年 - 脚本・出演
- 『颱風』 The Tornado : 監督ジャック・フォード（ジョン・フォード）、1917年 - 原作・脚本
- The Rebel's Net : 監督・主演フランシス・フォード、1917年 - 脚本・出演
- The Terrors of War : 監督・主演フランシス・フォード、1917年 - 脚本・出演
- True to Their Colors : 主演フランシス・フォード、1917年 - フランシス・フォードと共同で監督・脚本・出演
- The Puzzle Woman : 監督・主演フランシス・フォード、1917年 - 脚本・出演
- Unmasked : 主演フランシス・フォード、1917年 - フランシス・フォードと共同で監督・脚本・出演
- In Treason's Grasp : 監督・主演フランシス・フォード、1917年
- 『社会の流木』 Society's Driftwood : 監督ルイ・ウィリアム・ショーデ、1917年 - 主演・役 Lena Rogers
- Hell's Crater : 監督W・B・ピアソン、1918年 - プロデューサー・主演・役 Cherry Maurice
- 『涙痕』 After the War : 監督ジョセフ・ド・グラス、1918年 - 主演・役 Madame Gerve
- 『強力エルモ』 Elmo, the Mighty : 監督ヘンリー・マックレイ / J・P・マッゴワン、主演エルモ・リンカーン、1919年 - 出演・役 Lucille Gray

### 1920年代
- The Gasoline Buckaroo : 1920年 - 監督・主演
- The Woman of Mystery : 共演フランシス・フォード、1920年 - フランシス・フォードと共同で監督・主演
- The Man Hater : 1920年 - 監督・脚本・主演
- 『法の娘』 A Daughter of the Law : 1921年 - 監督・主演
- The Gun Runners : 監督ルイ・キング、1921年 - 原作・主演
- Her Western Adventure : 1921年 - 監督・脚本・主演（最終監督作）
- The Girl in the Taxi : 監督ロイド・イングレアム、1921年 - 出演・役 Marietta
- The Elk's Tooth : 監督クラレンス・ブリッカー、1924年
- Emblems of Love : 監督不明、主演ジャック・ドルミーア、1924年
- 『女護の島』 The Last Man on Earth : 監督ジョン・G・ブライストーン、1924年 - 出演・役 Gertie
- Outwitted : 監督J・P・マッゴワン、1925年 - 出演・役 Lucy Carlisle
- 『天空を征して』 The Kiss Barrier : 監督ロイ・ウィリアム・ニール、1925年 - 出演・役 Widow
- 『黄金の魔神』 The Winking Idol : 監督フランシス・フォード、主演ウィリアム・デズモンド、1926年 - 出演・役 Thora Lange
- Strings of Steel : 監督ヘンリー・マックレイ、主演ウィリアム・デズモンド、1926年 - 出演・役 Bowery Belle
- Dumb Romeo : 監督フランク・S・マティソン、1926年 - 出演・役 Carolyn Van Colten
- Fighting with Buffalo Bill : 監督レイ・テイラー、1926年 - 出演・役 Lola
- Exclusive Rights : 監督フランク・オコナー、1926年 - 出演・役 Nightclub Hostess
- 『ギブソンの伊達男』 The Denver Dude : 監督B・リーヴス・イーソン、1927年 - 出演・役 Mrs. Bird
- The Return of the Riddle Rider : 監督ロバート・F・ヒル、1927年 - 出演・役 Vilda Dixon
- 『怪探偵ブレーク』 Blake of Scotland Yard : 監督ロバート・F・ヒル、1927年 - 出演・役 Queen of Diamonds
- 『猛進ギブソン』 A Trick of Hearts : 監督B・リーヴス・イーソン、1928年
- Haunted Island : 監督ロバート・F・ヒル、1928年 - 出演・役 Mary Strong
- The Masked Angel : 監督フランク・オコナー、1928年 - 出演・役 Cactus Kate
- The Chinatown Mystery : 監督J・P・マッゴワン、1928年
- The Price of Fear : 監督レイ・ジェイスン、1928年 - 出演・役 Satin Sadie
- The Scrappin' Ranger : 監督ジョゼフ・レヴィガード、1928年 - 原作・脚本（脚本最終作）
- The Ace of Scotland Yard : 監督レイ・テイラー、1929年 - 出演・役 Queen of Diamonds
- 『花嫁修業』 Untamed : 監督ジャック・コンウェイ、1929年 - 出演・役 Milly

### 1930年代
- 『貰い児紛失事件』 Little Accident : 監督ウィリアム・ジェームズ・クラフト、1930年
- 『近代恋愛帖』 A Lady Surrenders : 監督ジョン・M・スタール、1930年 - 出演・役 Maid
- 『復活』 Resurrection : 監督エドウィン・カリュー、1931年 - 出演・役 Olga
- Heroes of the Flames : 監督ロバート・F・ヒル、1931年 - 出演・役 Mrs. Madison
- The Bad Sister : 監督ホバート・ヘンリー、1931年 - ノンクレジット出演（端役）
- 『町内大人気』 Ex-Bad Boy : 監督ヴィン・ムーア、1931年 - ノンクレジット出演（端役）
- Heroes of the West : 監督レイ・テイラー、1932年 - ノンクレジット出演・役 Flo（第8章のみ）
- 『高原強襲隊』 The Fourth Horseman : 監督ハミルトン・マクファッデン、1932年 - 出演・役 Mrs. Elmer Brown
- 『女囚の意気地』（別題『女囚の生活』） Ladies They Talk About : 監督ハワード・ブレザートン、1933年 - ノンクレジット出演・役 Prisoner Marie
- 『女は求む』 One More River : 監督ジェームズ・ホエール、1934年 - ノンクレジット出演
- The Man Who Reclaimed His Head : 監督エドワード・ラドウィッグ、1934年 - ノンクレジット出演
- 『流星二挺拳銃』（『流星二丁拳銃』） The Rustlers of Red Dog : 監督ルー・ランダース、1935年 - 出演・役 Mrs. Perkins, Pioneer Woman
- 『百雷猛獣島』 The Call of the Savage : 監督ルー・ランダース、1935年 - 出演・役 Mrs. Camerford Amster（第1章のみ）
- 『フランケンシュタインの花嫁』 Bride of Frankenstein : 監督ジェームズ・ホエール、1935年 - ノンクレジット出演・役 Villager
- Alias Mary Dow : 監督カート・ニューマン、1935年 - ノンクレジット出演・役 Nurse
- Chinatown Squad : 監督マレイ・ロス、1935年 - ノンクレジット出演・役 Schoolteacher
- Dangerous Waters : 監督ランバート・ヒルヤー、1936年 - ノンクレジット出演・役 Stewardess
- 『ショウボート』 Show Boat : 監督ジェームズ・ホエール、1936年 - ノンクレジット出演・役 Mother
- 『鉄人対巨人』 Magnificent Brute : 監督ジョン・G・ブライストーン、1936年 - ノンクレジット出演・役 Nurse
- We're in the Legion Now : 監督クレイン・ウィルバー、1936年 - ノンクレジット出演・役 American Woman
- Night Waitress : 監督ルー・ランダース、1936年 - ノンクレジット出演・役 Waitress
- 『ホノルル航空隊』 Wings Over Honolulu : 監督H・C・ポッター、1937年 - ノンクレジット出演・役 Mrs. Strange
- Crashing Hollywood : 監督ルー・ランダース、1938年 - ノンクレジット出演・役 Mrs. Armstrong

### 1940年代
- Winners of the West : 監督フォード・ビーブ / レイ・テイラー、1940年 - ノンクレジット出演・役 Townswoman
- A Little Bit of Heaven : 監督アンドリュー・マートン、1940年 - ノンクレジット出演・役 Aunt
- Gang Busters : 監督ノエル・M・スミス / レイ・テイラー、1942年 - ノンクレジット出演・役 Taboni's Landlady（第1章のみ）
- 『ミイラの墓場』 The Mummy's Tomb : 監督ハロルド・ヤング、1942年 - ノンクレジット出演・役 Farmer's Wife
- 『男性都市』 Pittsburgh : 監督ルイス・サイラー、1942年 - ノンクレジット出演・役 Bit
- The Adventures of Smilin' Jack : 監督ルイス・D・コリンズ / レイ・テイラー、1943年 - ノンクレジット出演・役 Female Nazi Agent #2（第6-7章のみ）
- 『北極星』 The North Star : 監督ルイス・マイルストーン、1943年 - ノンクレジット出演・役 Farmer's Wife
- 『クーパーの花婿物語』 Casanova Brown : 監督サム・ウッド、1944年 - ノンクレジット出演・役 Woman at Baby Window
- The Climax : 監督ジョージ・ワグナー、1944年 - ノンクレジット出演・役 Backstage Maid
- Firebrands of Arizona : 監督レスリー・セランダー、1944年 - ノンクレジット出演・役 Woman in the Bank
- Great Stagecoach Robbery : 監督レスリー・セランダー、1945年 - ノンクレジット出演・役 Mrs. Goodbody
- Easy to Look at : 監督フォード・ビーブ、1945年 - ノンクレジット出演・役 Tessie
- Behind City Lights : 監督ジョン・イングリッシュ、1945年 - ノンクレジット出演・役 Woman
- Girls of the Big House : 監督ジョージ・アーチェンボード、1945年 - ノンクレジット出演
- 『アメリカの恋人』 Magnificent Doll : 監督フランク・ボーゼイジ、1946年 - ノンクレジット出演（端役）

## 関連事項
- シリアル・フィルム （en:Serial film, 連続活劇はその一部）
- バイオグラフ・カンパニー（en:Biograph Company）
- エレンデイル (ロサンゼルス市) （en:Edendale, Los Angeles）
- ウッドランド・ヒルズ (ロサンゼルス市) （en:Woodland Hills, Los Angeles）
- チャッツワース (ロサンゼルス市) （en:Chatsworth, Los Angeles）
- オークランド記念公園墓地 （en:Oakwood Memorial Park Cemetery）

## 註
1. 1 2 3 4 5 6 7 8 9 10 11 12 13 14 15 16 17 18 19  Grace Cunard, Internet Movie Database （英語）, 2010年5月21日閲覧。
2. 1 2  Grace Cunard, Find A Grave （英語）, 2010年5月21日閲覧。
3. ↑  グレイス・キュナード、allcinema ONLINE, 2010年5月21日閲覧。
4. ↑  The Tornado - IMDb（英語）, 2010年5月21日閲覧。
5. ↑  『ブルーバード映画の記録』 : 製作・著・発行山中十志雄・塚田嘉信、1984年4月、p.60-63.
6. ↑  Joe Moore - IMDb（英語）, 2010年5月21日閲覧。
7. ↑  Jack Shannon - IMDb（英語）, 2010年5月21日閲覧。